# Soproni

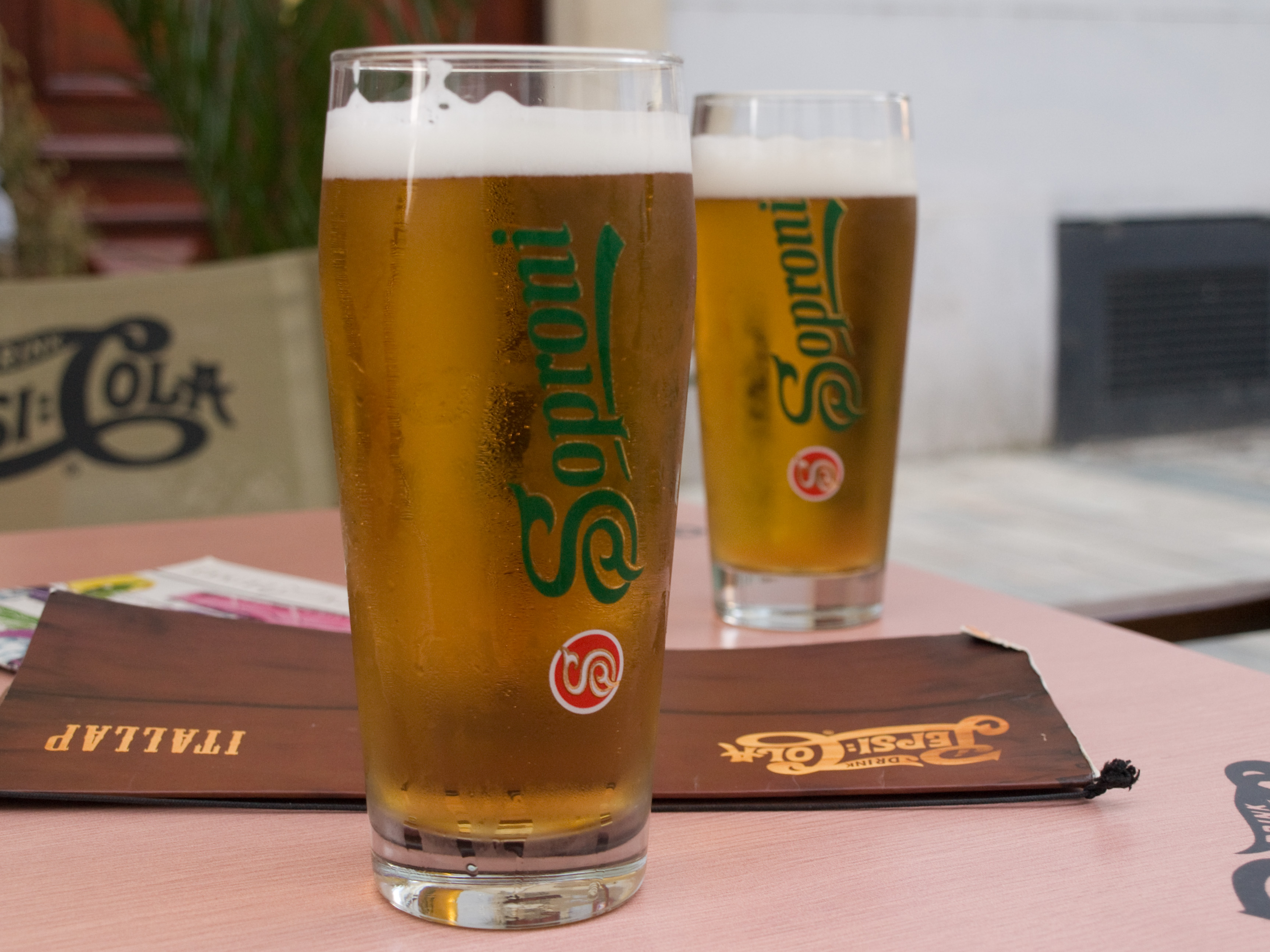
Soproni im Glas

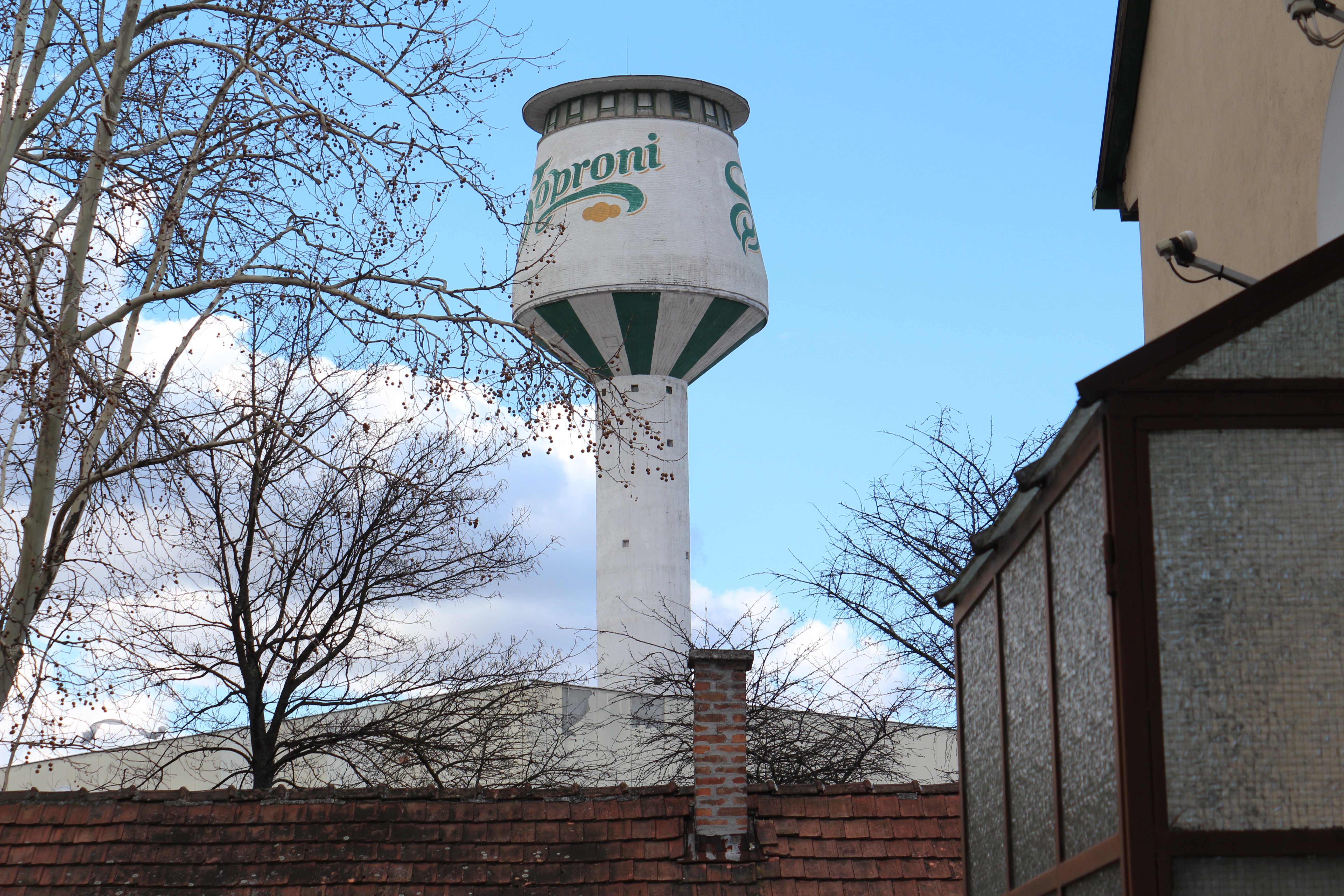
Wasserturm der Brauerei in Sopron (2019)

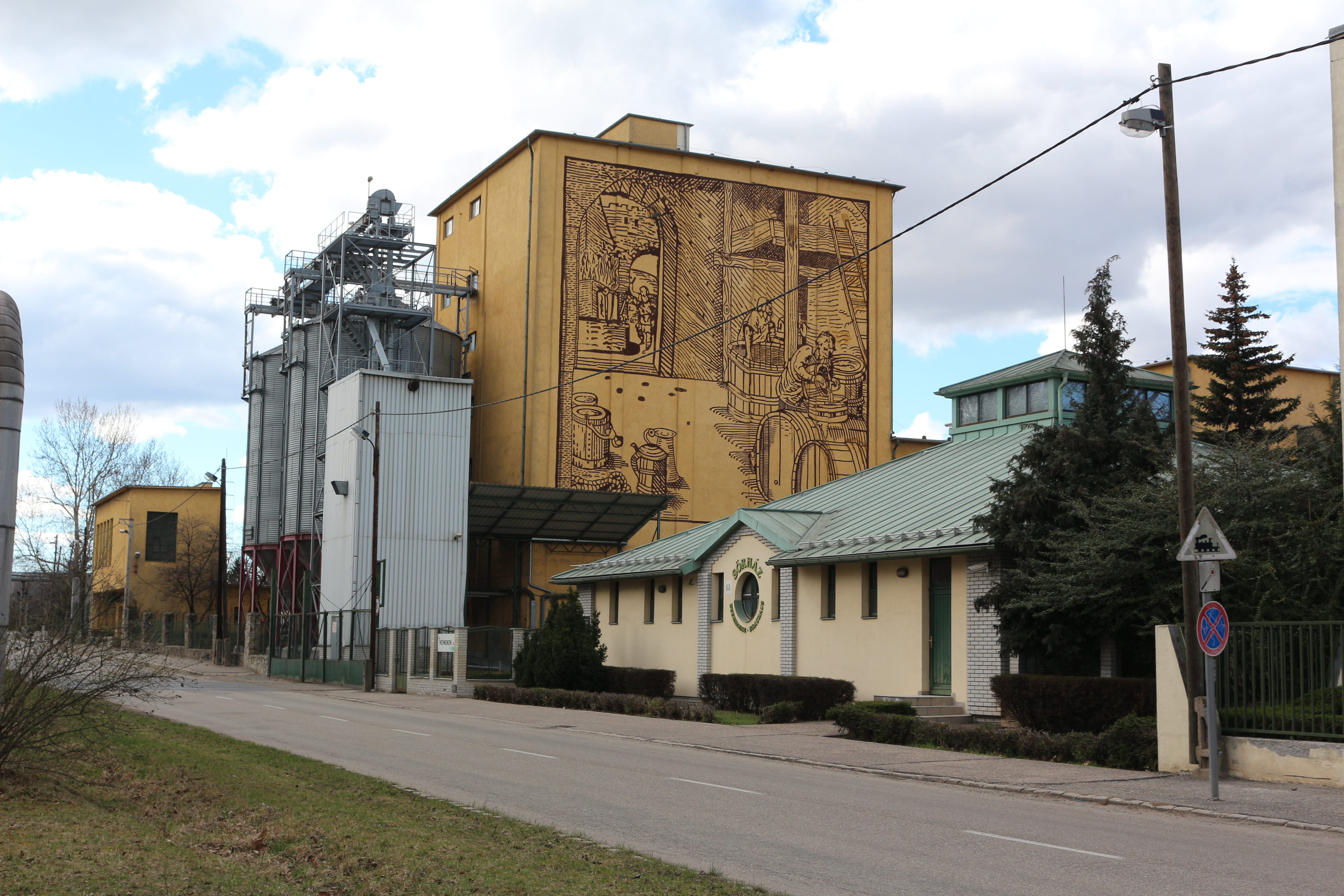
Gebäude der Brauerei in Sopron (2019)

Soproni ist eine ungarische Biermarke, die ehemals von der Brauerei Sopron und heute von Heineken Hungária Sörgyárak Zrt. mit Sitz in der westungarischen Stadt Sopron vertrieben wird. Das 1895 von Gyula Lenck und einem Konsortium einer Brünner Brauerei gegründete Unternehmen mit seiner Hauptmarke zählt heute zu den größten Brauereien des Landes.

## Geschichte
Nachdem die Region um Sopron bereits seit dem Mittelalter als Weinanbaugebiet bekannt war, wurde in der Stadt selbst die erste Bierbrauerei erst im März 1895 vom Braumeister Gyula Lenck und einem Konsortium einer Brünner Brauerei gegründet. Sie trug den ins Deutsche übersetzten Namen Erste Soproner Brauerei und Malzfabrik.
Nach der Gründung des Unternehmens wurde mit dem Bau der Betriebsanlage begonnen. Die geplante Produktionsmenge der Anlage betrug 25.000 Hektoliter Bier und 500 Tonnen Malz pro Jahr, wobei anfangs fünf Arbeiter, 29 Belader und sechs Tagelöhner engagiert wurden. Am 6. Dezember 1895 wurde die Eröffnung der Brauerei genehmigt, worauf mit der Produktion begonnen werden konnte. Am 1. April 1896 um 19 Uhr verließ die erste Lieferung auf einer geschmückten Bierkutsche die Fabrik. Das erste Jahr des Bestehens war von schweren Krisen geprägt, wobei das Unternehmen ums Überleben kämpfen und sich auf dem Markt im ständigen Wettkampf mit den anderen Brauereien durchsetzen musste. Dies ging über rund 20 Jahre, ehe im November 1917 ein großer Schritt in der Geschichte des Unternehmens beschritten wurde, als die Brauerei unter einem neuen Namen, sowie als Teilbetrieb der Westungarischen Brauerei und Malzfabrik, deren Hauptsitz in Budapest war, weitergeführt wurde.
In der Zeit bis zur Verstaatlichung 1948 wurde die völlig Ausschöpfung der Produktionskapazitäten erreicht. Nach der Nationalisierung 1949 wurde die Anlage in Sopron als eigenständige Firma geführt und trug den Namen Nationalbrauerei Sopron. Am 1. Januar 1954 kam es zu einer weiteren großen Änderung, als vier unabhängige Firmen fusionierten und daraus die Ungarischen Nationalbrauereien gebildet wurden. In der Zeit zwischen 1955 und 1966 wurde unter anderem die Produktion pro Jahr auf insgesamt 300.000 Hektoliter erhöht.
1971 kam es zu einem Unternehmenszusammenschluss einer Großzahl ungarischer Brauereien. Unter diesen neuen Rahmenbedingungen erhielt die Brauerei in Sopron eine verhältnismäßig große Unabhängigkeit. Bis 1982 wurde die Jahresproduktion auf insgesamt 500.000 Hektoliter erhöht, woraufhin die Firma die vollkommene Unabhängigkeit erreichte. Nach weiteren Entwicklungen und Vergrößerungen in den Jahren 1987 bis 1991 konnte die Produktionskapazität pro Jahr auf bereits 900.000 Hektoliter erhöht und somit beinahe verdoppelt werden. Am 14. Oktober 1988 konnte das Unternehmen die Lizenz zum Brauen der österreichischen Marke Steffl von der Österreichische Brau AG, heute Brau Union, erwerben. Im Folgejahr erhielt das Unternehmen auch die Lizenz zum Brauen und Vertrieb der Marke Zipfer.
1992 wurde das Unternehmen in eine Aktiengesellschaft umgewandelt, deren Hauptaktionär die Brau-Beteiligungs-Aktiengesellschaft (Brau Union) wurde. Im Mai 1994 stieg die Firma mit ihren Prioritätsaktien in die Budapester Börse ein. In diesem Jahr stieg der Bierabsatz erstmals auf über eine Million Hektoliter. Hauptmarken zu dieser Zeit waren neben den bereits erwähnten unter anderem die Eigenmarke Soproni, sowie Gösser, Kaiser, Kinizsi und das alkoholfreie Schlossgold.
1997 fusionierte die Brau Union ihre beiden Tochterfirmen, das Unternehmen in Sopron mit der Mitte der 1980er gegründeten Brauerei Martfű AG aus der Kleinstadt Martfű aus der Nördlichen Großen Tiefebene. Bis Mitte der 2000er Jahre konnte die Produktion auf mittlerweile zwei Millionen Hektoliter pro Jahr erhöht werden; zudem wurde eine 7.000 m² große Lagerhalle mit einem Fassungsvermögen von 14 Millionen Bierflaschen errichtet. Seit 2003 hält Heineken die Aktienmehrheit an der österreichischen Brau Union, weshalb die Brauerei in Sopron seitdem auch unter dem Namen Heineken Hungária Sörgyárak Zrt. geführt wird.
1991 hielt Heineken 50,3 Prozent der Komárom Brauerei, woraufhin der Namen in Amstel Brewery Hungary Plc geändert wurde. Nachdem ab Ende der 1980er unter Lizenz Kapsreiter Pils, Kapsreiter Aranybarna, Talléros und Komáromi Fregatt gebraut wurde, kamen unter der neuen niederländischen Führung ab 1991 auch noch Marken wie Amstel (1991), Buckler (1994), sowie Zlatý Bažant und Heineken (1999) dazu. Anfang des Jahres 2004 zog sich die Amstel Brewery Hungary Plc zurück und die Assets wurden verkauft.

## Produkte

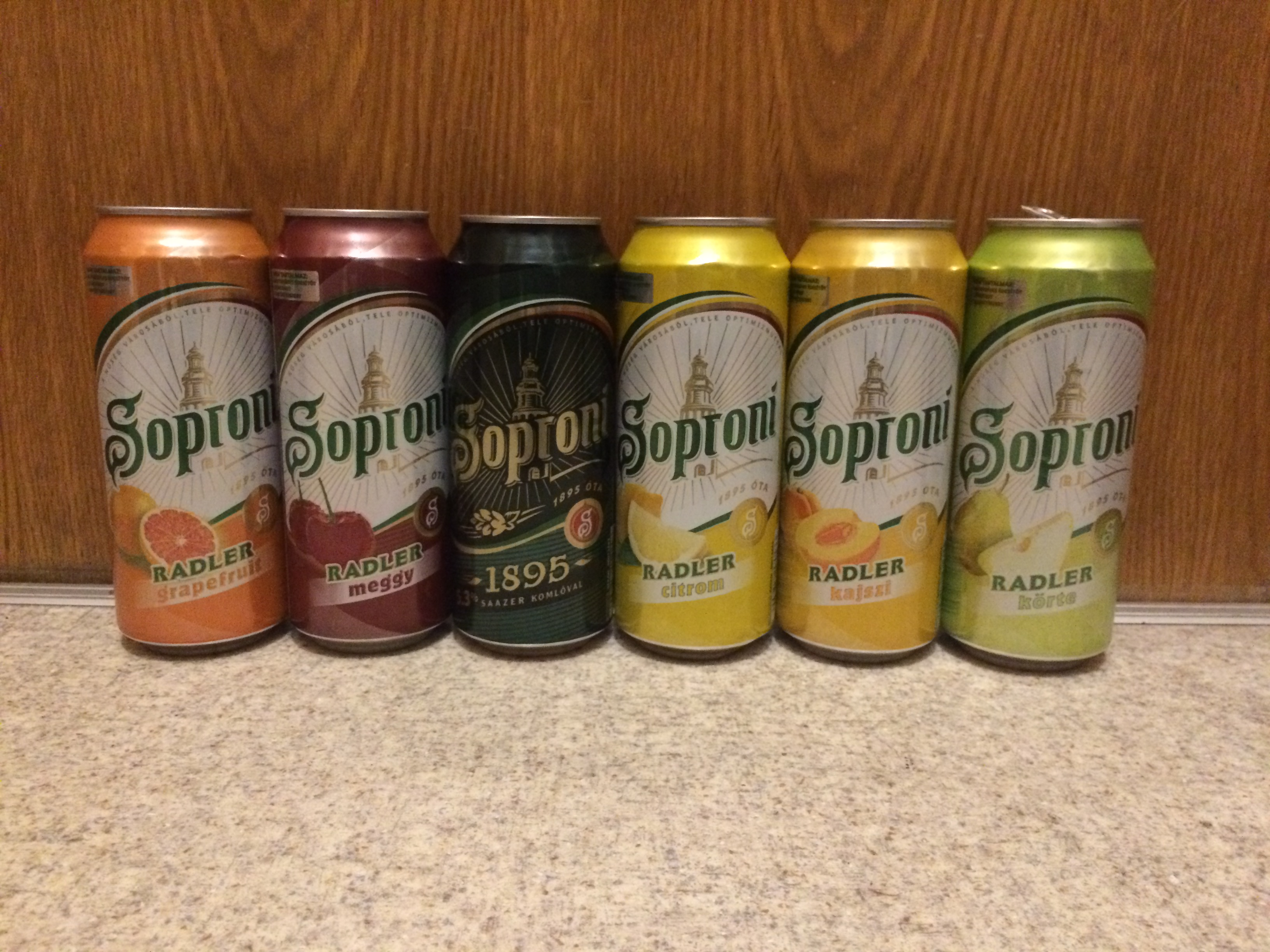
Alle 2014/15 von Soproni vertriebenen Radler und das Soproni 1895

Das Unternehmen teilt seine Produkte in vier verschiedene Kategorien auf: Premium-Biere, Mainstream-Biere, Alkoholfreie Biere und Cider. (Stand: 20. Jänner 2015)
| Premium-Biere                                                                         |
| ------------------------------------------------------------------------------------- |
| - Heineken - Gösser - Gösser NaturRadler - Edelweiss Hefetrüb - Zlatý Bažant - Kaiser |

| Mainstream-Biere |
| --- |
| - Soproni - Soproni 1895 - Soproni Fekete Démon - Soproni Radler citrom (Zitrone) - Soproni Radler körte (Birne) - Soproni Radler grapefruit (Grapefruit) - Soproni Radler kajszi (Aprikose) - Soproni Radler meggy (Kirsche) - Soproni Radler meggy-citrom (Kirsch-Zitrone) - Steffl - Arany Fácán |

| Alkoholfreie Biere |
| --- |
| - Gösser NaturGold alkoholfrei - Gösser NaturRadler 0,0% - Soproni Szűz - Soproni 0.0% Radler grapefruit (Grapefruit) - Soproni 0.0% Radler citrom (Zitrone) - Soproni 0.0% Radler lime-menta Limette-Minze - Buckler |

| Cider |
| --- |
| - Strongbow - Strongbow Apple Ciders Gold - Strongbow Apple Ciders Honey - Strongbow Apple Ciders Redberries - Strongbow Apple Ciders Elderflower - Strongbow Apple Ciders Ginger |